# فهرست شخصیت‌های سانریو

شخصیت‌های گوناگون سانریو، از چپ به راست، بالا به پایین:بد بتس-مارو، مای ملودی، سینامورول، چارمی کیتی، هلو کیتی، اوساهانا، شینکانسن، کروپی، پوچاکو، لیتل توئین استارز، پوم‌پوم‌پورین، کوروکوروکوریرین، مینا نو تابو

این فهرست شخصیت‌های سانریو می‌باشد؛ یک شرکت متخصص در خلق شخصیت‌های کاوایی (بامزه). سانریو محصولاتی را که دارای مارک این شخصیت‌ها هستند را می‌فروشد و به آن‌ها مجوز می‌دهد و تاکنون بیش‌از ۴۵۰ شخصیت ایجاد کرده‌اند. شناخته‌شده‌ترین و موفق‌ترین شخصیت آن‌ها هلو کیتی می‌باشد که در سال ۱۹۷۴ خلق گردیده‌شد. بیشتر شخصیت‌های سانریو حیوانات انسان‌گونه و اندکی دیگر انسان یا اشیاء انسان‌گونه می‌باشند.

## دههٔ ۱۹۷۰

### کورو چان (۱۹۷۳)
کورو چان (コロちゃん Korochan) اولین شخصیت اصلی سانریو می‌باشد که در سال ۱۹۷۳ در قالب یک خرس ک شخصیت مهربان و ملایم و آسان‌گیری دارد معرفی شد. طراحی کورو چان برعهدهٔ طراح اصلی هلو کیتی بوده است. برحسب پیشینه داستان سانریو نتیجه گرفته شده کورو چان یکی از خویشاوندان دوست خرسی هلو کیتی که توماس نام دارد، می‌باشد. نام او از کروکتهای روی لپ‌هایش می‌آید که امکان دارد هنگام گرسنگی آن‌هارا بخورد. بر اساس پروفایل‌های رسمی اعلام گردیده او در ویندرمر، انگلیس زندگی می‌کند و متولد ۸ نوامبر می‌باشد.

### هلو کیتی (۱۹۷۴)

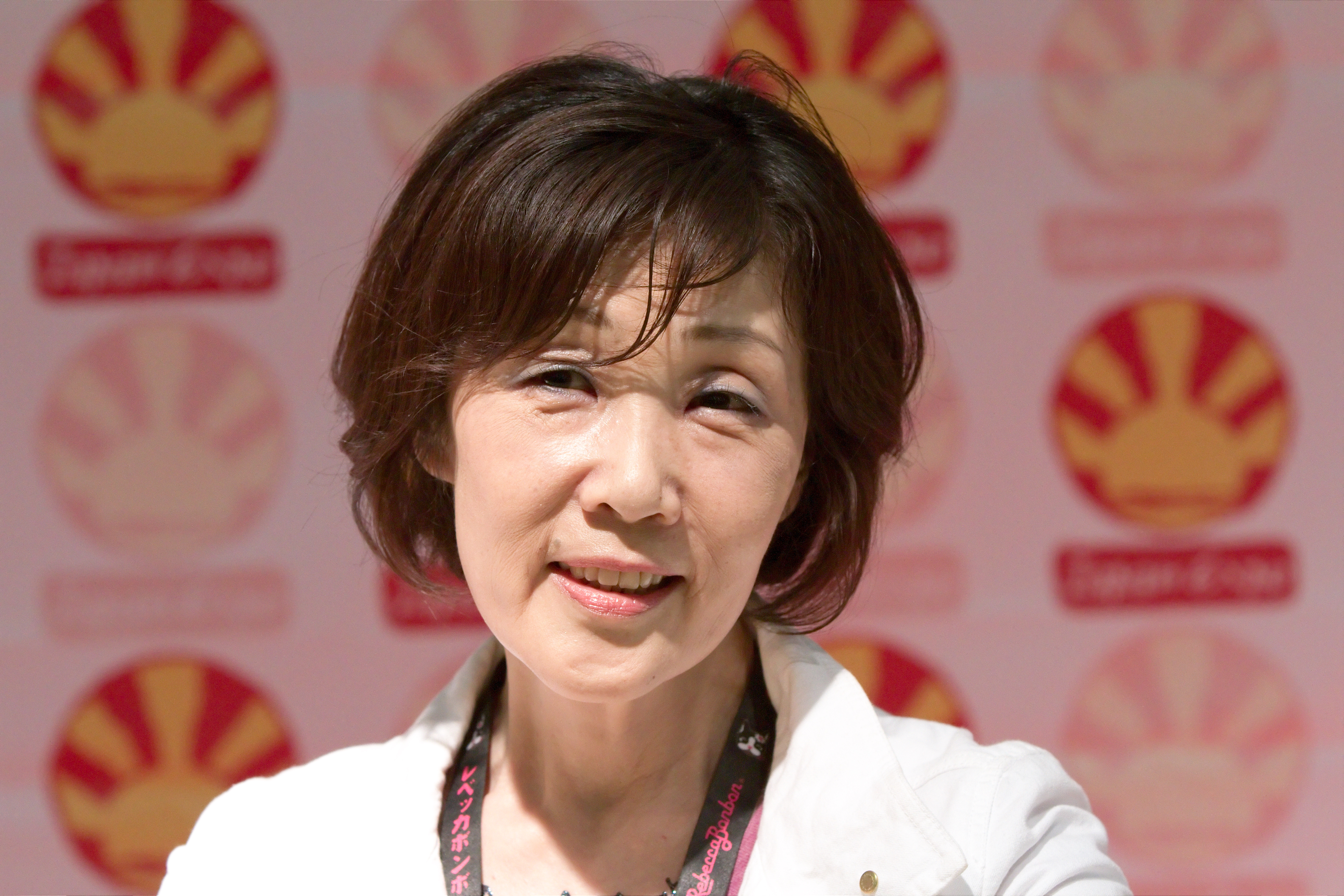
یوکو شیمیزو طراحی اصلی هلو کیتی را در سال ۱۹۷۴ انجام نمود.

هلو کیتی (ハローキティ Harō Kiti) شناخته‌شده‌ترین از بین شخصیت‌های سانریو می‌باشد. وی در قالب یک گربهٔ سفید با پاپیون قرمز و دهان نامرئی طراحی شده است. طرح اصلی هلو کیتی را یوکو شیمیزو در سال ۱۹۷۴ خلق کرده بود اما با این وجود یوکو یاماگوچی از سال ۱۹۸۰ مسئول اصلی خلق طراحی مضامین جدید تاریخ هلو کیتی بوده. اولین کالای یک کیف پول بود که در سال ۱۹۷۵ به فروش رسید.

### لیتل توئین استارز (۱۹۷۵)
لیتل توئین استارز (ja:リトルツインスターズ Ritoru Tsuin Sutāzu) که در ژاپن با نام کیکی‌لالا (キキララ kikirara) شناخته می‌شوند، دو شخصیت فرشته‌نما هستند. برادر کوچک‌تر با موی آبی کیکی (キキ Kiki)، و خواهر بزرگ‌تر با موی صورتی لالا (ララ Rara) نام دارد. طراح اصلی آن‌ها یوکو ماتسوموتو (松本庸子) که طراحی شخصیت مای ملودی را نیز برعهده داشته، می‌باشد. آن‌ها در ابتدا برای یک تبلیغ کریسمس ۱۹۸۵ خلق شده بودند و هردو متولد ۲۴ دسامبر یعنی شب کریسمس هستند.

### مای ملودی (۱۹۷۵)
مای ملودی (ja:マイメロディ Mai Merodī) یک خرگوش سفیدرنگ می‌باشد. وی همیشه یک هود قرمز براق یا صورتی می‌پوشد که گوش‌هایش را پوشش می‌دهد. با توجه به پروفایل رسمی مای ملودی، وی متولد ۱۸ ژانویه می‌باشد و در جنگل مریلند با دوستانش مای سوئیت پیانو و فلت (یک موش) زندگی می‌نماید. مای ملودی در اولین حضورش به‌عنوان شنل قرمزی به‌تصویر کشیده شده بود.

## دههٔ ۱۹۸۰

### مای سوئیت پیانو (۱۹۸۰)
مای سوئیت پیانو (マイスウィートピアノ Mai Sūīto Piano) شخصیتی از اسپین‌آف مای ملودی است که در قالب یک گوسفند صورتی‌رنگ مؤنث رسم شده است که شخصیتی آرام و نازپرورده می‌دارد و دوست دارد با مای ملودی حرف بزند و وقت بگذراند. وی در سال ۱۹۸۰ به‌عنوان دوست مای ملودی معرفی شد. مای سوئیت پیانو در اصل تحت نام «هیتسوجی-سان» که تقریباْ «خانم گوسفنده» معنی می‌دهد، شناخته می‌شد. سانریو از خوانندگان استرابری نیوزپیپر درخواست کرد تا نامی برای وی پیشنهاد دهند و در نهایت انتخاب نام «پیانو» در سال ۲۰۰۵ صورت گرفت. اولین محصول انفرادی این شخصیت تحت نام کامل «مای سوئیت پیانو» در سال ۲۰۰۸ منتشر شد. پیانو از سال ۲۰۱۹ تاکنون سانریو پورولند شخصیت قابل‌ملاقات است.

## دههٔ ۲۰۰۰

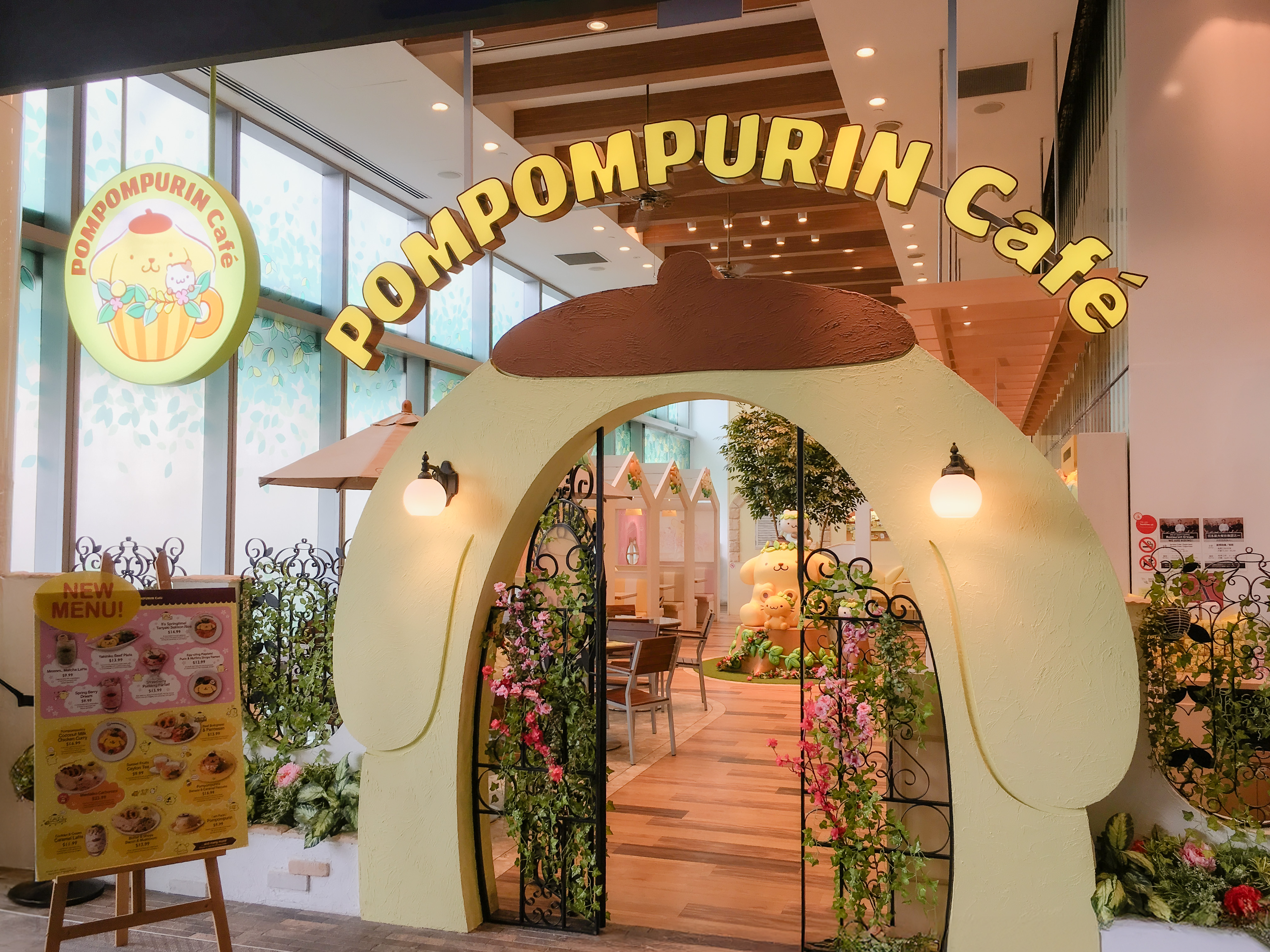
کافه پوم‌پوم‌پورین واقع در اورچارد سنترال، سنگاپور

### چارمی کیتی (۲۰۰۴)
چارمی کیتی (チャーミーキティ Chāmīkiti) نام یک گربهٔ ایرانی سفیدرنگ می‌باشد که حیوان خانگی هلو کیتی می‌باشد. وی تقریباْ شبیه هلو کیتی است اما رفتار و ویژگی‌های گربه‌مانند بیشتری دارد. با توجه به پروفایل سانریو، چارمی کیتی هدیهٔ پدر هلو کیتی به وی بوده است و از آنجا که تاریخ تولد چارمی کیتی نامشخص می‌باشد، آن‌ها این روزا در ۳۱ اکتبر یعنی روزی که هلو کیتی چارمی کیتی را دریافت نمود، جشن می‌گیرند. وی مطیع، حرف گوش کن و علاقه‌مند به چیزهای براق توصیف شده است. در گردنبند وی کلید جعبهٔ جواهرات هلو کیتی جا داده شده است. همستر خانگی هلو کیتی و چارمی کیتی با نام شوگر در سال ۲۰۰۴ خلق شد، در آن سال محبوبیت حیوانات خانگی در ژاپن افزایش یافته بود و این شخصیت‌ها بازار نوجوانان را مورد هدف قرار داده بودند. طراحی چارمی کیتی برعهدهٔ طراح اصلی هلو کیتی از سال ۱۹۸۰ یوکو یاماگوچی بوده است. نام وی از کلمهٔ انگلیسی charm می‌آید.

### شوگربانیز (۲۰۰۴)
شوگربانیز (シュガーバニーズ Shugābanīzu) خرگوش‌های دوقلویی هستند که شیرواوسا (シロうさ Shirousa) و کورواوسا (クロうさ Kurousa) نام دارند که شیرینی درست می‌کنند. با توجه به پروفایل رسمی شخصیت‌ها، این دو متولد ۲۶ مه هستند و در دنیای جادویی تخیلی بانیزفیلد زندگی می‌کنند. طراحی این دو برعهدهٔ کازومی فوکاوا (深沢和美) بوده است.

## دههٔ ۲۰۱۰

### ویش می مل (۲۰۱۰)
ویش می مل (ウイッシュミーメル Uisshu mī meru) شخصیتی از مجموعه‌ای به نام خودش می‌باشد که در سال ۲۰۱۰ منتشر شد. طراحی ویش می مل توسط میوکی اوکومورا که طراحی شخصیت سینامورول را نیز برعهده داشته، انجام شده است. ویش می مل قهرمان زن اصلی مجموعهٔ ویش می مل می‌باشد و شخصیتی‌است که گویا احساساتی که هرکس دارد را ابراز و دل‌ها را در این پروسه به هم متصل می‌کند مثلاً به‌سادگی بیان کردن عباراتی از قبیل «ممنونم»، «متأسفم» یا «دوستت دارم!». این مجموعه دختران ۱۵–۲۰ سالی را مورد هدف قرار می‌دهد که برای بیان احساساتشان در مقابل دیگران زیاد خجالتی هستند.

### اگرسیو رتسوکو (۲۰۱۵)
اگرسیو رتسکو یا رتسوکوی پرخاشگر (アグレッシブ烈子، در انگلیسی به Aggretsuko کوتاه می‌شود) نام یک پاندای سرخ مؤنث می‌باشد. وی به‌عنوان یک دستیار اداری که در کسب و کار ژاپنی مهارت دارد به‌تصویر کشیده‌شده است که با نوشیدن مشروبات الکلی و خواندن به‌سبک دث متال خشن و خشمگین در بار کارائوکه، استرس زندگی کاری ظالمانه و خسته‌کنندهٔ خود را از دوشش برمی‌دارد. طراحی وی برعهدهٔ یکی از طراحان سانریو که تحت نام یتی شناخته می‌شود، بوده است. یک انیمهٔ سریالی کوتاه که بر روی زندگی روزانهٔ رتسوکو در محل کار با همکارانش متمرکز است در سال ۲۰۱۶ به‌وجود آمد. این سریال بعدها به یک سریال نتفلیکس تبدیل شد که مدت هر قسمت ۱۵ دقیقه بود و در پنج فصل بین سال ۲۰۱۸ تا ۲۰۲۳ در سرتاسر جهان پخش می‌شود، یک قسمت ویژهٔ کریسمسی نیز در دسامبر سال ۲۰۱۸ منتشر شده بود.

## آثار ذکر شده
- Mana Takemura (竹村真奈) (2013). Sanrio Days Ichigo Shinbunhen (サンリオデイズ いちご新聞篇). BNN (ja:ビー・エヌ・エヌ). ISBN 9784861009020.
- "巻頭大特集 サンリオが大好き!/キキ&ララ・マイメロディ 40周年記念". MOE. Vol. 438, no. April 2016. Hakusensha. 2016.